# Kožlje
Kožlje település Szerbiában, a Raskai körzet Novi Pazar községében.

## Népesség
- 1948-ban 585 lakosa volt.
- 1953-ban 687 lakosa volt.
- 1961-ben 766 lakosa volt.
- 1971-ben 806 lakosa volt.
- 1981-ben 861 lakosa volt.
- 1991-ben 753 lakosa volt.
- 2002-ben 618 lakosa volt, melyből 615 bosnyák (99,51%) és 3 muzulmán.